# Xandrames cnecozona
Xandrames cnecozona là một loài bướm đêm trong họ Geometridae.